# Trio Sud
Trio Sud est un groupe de jazz français, actif dans les années 2000. Composé de Sylvain Luc, André Ceccarelli et Jean-Marc Jafet, il compte trois albums : Sud, sorti en 2000, Trio Sud (2002) et Young and Fine (2008).

## Biographie
Le groupe est formé en 2000, composé de Sylvain Luc (guitare acoustique), André Ceccarelli (batterie) et Jean-Marc Jafet (contrebasse). Un premier album, intitulé Sud sort l'année de leur formation. En 2002 sort l'homonyme Trio Sud, crédité sous le nom de Sylvain Luc. En 2003, Trio Sud remporte le prix du meilleur orchestre de jazz de l'année aux Victoires du jazz. Ils jouent en concert cette même année.
En 2008, ils sortent un dernier album, Young and Fine pour lequel Luc reçoit le Django d'or.

## Discographie
- 2000 : Sud
- 2002 : Trio Sud (Sylvain Luc)
- 2008 : Young and Fine